# Улица Пиедруяс
Улица Пие́друяс (латыш. Piedrujas iela) — магистральная улица в Латгальском предместье города Риги, в историческом районе Дарзциемс. Начинается от развязки с улицами Вестиенас и Виеталвас, проходит в южном направлении и заканчивается на круговой развязке у моста Славу, переходя в улицу Крустпилс.
Длина улицы — около 2 км. На всём протяжении имеет асфальтовое покрытие и по две полосы движения в каждом направлении. Является частью Восточной магистрали, соединяющей въезд в город со стороны улицы Маскавас с Рижским портом. По части улицы проходит маршрут городского автобуса № 13.
Название улицы происходит от волостного центра Пиедруя в Краславском крае. Переименований улицы не было.

## Прилегающие улицы
Улица Пиедруяс пересекается со следующими улицами:
- Улица Виеталвас
- Улица Вестиенас
- Улица Яунрозес
- Улица Кайбалас
- Улица Франча Трасуна
- Улица Пилдас
- Улица Резекнес
- Улица Дарзциема
- Улица Лубанас